# Hemidactylus subtriedrus
Hemidactylus subtriedrus är en ödleart som beskrevs av  Jerdon 1854. Hemidactylus subtriedrus ingår i släktet Hemidactylus och familjen geckoödlor. IUCN kategoriserar arten globalt som otillräckligt studerad. Inga underarter finns listade i Catalogue of Life.